# Giovanni Antonio Cassitto
Giovanni Antonio Cassitto del patriziato di Ravello, conte di Ortenburg (Bonito, 18 aprile 1763 – Bonito, 26 giugno 1822) è stato un patriota, scrittore e filologo italiano.

## Biografia
Figlio di Romualdo e Saveria Miletti e fratello di Luigi Vincenzo Cassitto e Federico Cassitto nacque a Bonito il 18 aprile del 1763 da nobile famiglia ove era vivissimo sia l'interesse per la cultura grazie a suo padre, direttore degli scavi di Aeclanum, e sia per la politica tant'è che i suoi fratelli - Salvatore, Giulio e Francesco Paolo, furono protagonisti di primo piano nel moti carbonari del 1820 in Daunia e nella provincia di Capitanata.
Come i fratelli Luigi Vincenzo Cassitto, eminente teologo, e Federico Cassitto, economista e storico, anche Giovanni Antonio compì gli studi nel seminario di Ariano avendo come precettore Michele Camerino della Regia Università di Napoli e approfondendo svariate discipline tra cui lingua e letteratura ebraica, greca, italiana e latina; successivamente, a Napoli, studiò filosofia sotto la guida di Antonio de Martiis, e quindi giurisprudenza con Marino Guarini e Giuseppe Vario de Rosa.
La sua carriera si svolse quindi in ambito giuridico e soprattutto letterario quale protagonista dell'Illuminismo meridionale, me ebbe anche una parentesi politica nel controverso periodo legato ai fatti del 1799.

### Attività letteraria giovanile
In gioventù, durante gli studi a Napoli, Cassitto si appassionò alla lezione dei padri dell'illuminismo italiano quali Beccaria, Genovesi e Filangieri dando alle stampe alcune opere in linea con tale corrente di pensiero (De origine dell'idolatria e della superstizione, Del fanatismo e della vera libertà, Delle tradizioni di tutti i popoli riguardo agli spiriti, Pensieri politici sulla povertà e modo di diminuirla nel nostro Regno).
Nel 1780, a 17 anni, pubblicò poi un saggio su Epiteto e Confucio, mentre nel 1783, appena ventenne, diede alle stampe le Observationes de delicti et poenis ed altre opere che ricevettero l'approvazione di Gaetano Filangieri.
Traduttore di Saffo, Alceo, Orazio ed altri autori classici quali Fedro e Stazio, ne pubblicò ed illustrò le opere in numerosi saggi, ma di particolare interesse fu la sua scoperta e relativa traduzione di favole di Fedro, rinvenute nel Codice Perottino e trascritte con l'aiuto del fratello Luigi Vincenzo Cassitto.
Tradusse inoltre Anacreonte in lingua napoletana, si interessò di antichi monumenti, di grammatica e numismatica e formulò le prime teorie sulle origini del nome del paese natio.
Avvocato, curò varie importanti dispute tra cui quella che vide coinvolta la sua stessa famiglia, della quale rivendicò l'antica nobiltà e il diritto dell'iscrizione al patriziato di Ravello.

### L'attività politica e l'impegno patriottico nel 1799
Tra il 1780 e il 1785, dopo la morte del padre, tornò a risiedere a Bonito - di cui fu sindaco tra il 1795 ed il 1797 - conservando vivo il suo spirito patriottico già manifestato nel 1790 in occasione della visita dei sovrani ad Ariano, ove li accolse con entusiasmo pubblicando due mesi dopo l'operetta Feste Arianesi, narrando la viva commozione della popolazione locale per l'evento e scrivendovi tra l'altro: «Il nostro amore verso gli attuali Regnanti vince ogni esempio, e crediamo di non saper meglio impiegare i nostri affetti, che per loro».
Tuttavia più tardi - quando le disillusioni sociali verificatesi nel Regno nel corso degli anni novanta crearono un insanabile distacco tra la monarchia e la maggior parte degli illuministi napoletani - Cassitto prese arte attiva agli eventi legati alla Repubblica Napoletana del 1799 e divenne il più deciso seguace del nuovo ordinamento sociale e politico, assumendo nel paese natio l'incarico di presidente della Municipalità repubblicana.
Il suo autentico fervore lo indusse a considerare la rivoluzione soprattutto come rivoluzione dei costumi e della morale, nonché primo passo verso una completa rivoluzione politica e quindi delle strutture economiche del Regno, mentre dinanzi all'albero della libertà, da lui stesso piantato nella piazza del paese, esclamò: “Viva la libertà, l'eguaglianza e la Repubblica”, ordinando quindi ai concittadini di non rivolgersi più a lui più col titolo nobiliare.
Le gesta di Giovanni Antonio Cassitto non vennero però affatto favorevolmente accolte a causa del rispetto e ammirazione di cui i sovrani godevano ancora a Bonito e ad Ariano e di conseguenza la caduta della Repubblica Napoletana ebbe gravi ripercussioni sia sulla sua persona e sia sulla propria casa che fu saccheggiata, tant'è che nel volume La Rivoluzione del 1799 nella Provincia di Avellino (edito nel 1918) si legge: «nel palazzo Cassitto non è fatta salva cosa alcuna: sono portati via persino gl'infissi, gli uscì delle porte, e le imposte delle finestre; il resto è dato alle fiamme».
Per essere stato il promotore ed il sostenitore della Repubblica Napoletana, Cassitto patì il carcere e pagò anche con il sequestro dei beni quale “reo di Stato” con provvedimento del 17 febbraio 1800, ma poi, per l'influenza a corte della sua famiglia, riuscì a rientrare in possesso di alcune proprietà nei tenimenti di Bonito, Grottaminarda e Apice.

### Il ritorno agli studi
Dopo i rivolgimenti politici del 1814-15, nonché per motivi di salute, Giovanni Antonio Cassitto si stabilì definitivamente a Bonito ed ivi trascorse gli ultimi anni di vita dedicandosi all'attività legale e ai suoi studi che compresero la compilazione di un Dizionario Osco-Sannitico, alcune favole – le Fabulae Cassittiane – nonché la traduzione delle Selve di Stazio che gli valsero il premio dall'Accademia Ercolanese, premio di cui richiese inizialmente soltanto la metà, rifiutandolo poi del tutto.
Alla duchessa di Mudersbach scrisse in quell'epoca: «Imitator degli esempli de'giureconsulti Gallo Aquilio e Labeone io mi vivo solitario i miei giorni godendo le dolcezze purissime ed ineffabili de' prediletti miei studi».
Gravemente ammalato e sentendo vicina la morte, pregò amici e parenti - nonché l'unico suo figlio Romualdo Maria - di pubblicare postume numerosissime sue opere ancora inedite, che ne testimoniano la straordinaria e vastissima cultura comprendendo saggi di poesia e letteratura latina, giurisprudenza, botanica, chimica e storia dell'arte, e tra cui si ricordano: Spicilegium juris, Nuovo sistema del diritto di natura e delle genti, De Vita Christi-poema in giambi, Illustrazione dei vasi greci del museo Rainoni, Delle prime colonie italiche, Fedro storico politico, De' primi abitatori di Napoli e Pozzuoli, Manuale medico economico pe' campagnoli, Le opere di Tacito volgarizzate, Le poesie di Catullo, Tibullo e Properzio tradotte in italiano e napoletano, Antologia latina, Le opere di Cornelio Severo tradotte, La Cassandra di Licofrane tradotta in versi, Nuovo sistema cronologico, De' primi abitatori di Partenope, Il Satirico di Petronio tradotto e commentato, Dissertazione Fedriane in volumi 8, Il Rudente di Plauto trasportato in dramma giocoso, Commentarj critici sulle Odi Oraziane, Su vari mostruosi innesti riusciti sugli alberi, Raccolta metodica di segreti per la gente di campagna comprovati colla pratica e colla chimica applicata, Le odi di Epodo di Orazio in verso italiano, De vita Pulcinelli, Giambi latini e moltissimi consulti legali.
Poco prima di morire all'età di 59 anni dettò al nipote Dionisio Cassitto, figlio del fratello Federico Cassitto, l'illustrazione di un passaggio della Guerra di Cesare finché - come scrisse il germano Federico - «il leggerissimo sonno lo rapì in eterno. E sonno fu la morte….senza stento, senza agonia; talché sulle prime lo credemmo svenuto».

### Vita privata
Il nipote Luigi Cassitto fu poeta e apprezzato umorista.

## Citazioni e omaggi
- Il marchese di Villarosa nel suo libro Ritratti poetici di alcuni uomini di lettere antichi e moderni del Regno di Napoli gli dedicò questi versi:

con indefessa man di quanto ei scrisse».»
(Marchese di Villarosa Ritratti poetici di alcuni uomini di lettere antichi e moderni del Regno di Napoli)
- A Giovanni Antonio Cassito è stato intitolato un largo nel comune di Bonito.

## Opere (parziale)
- Iuli Phaedri - Fabulae ineditae 32. quas in codice Perottino Biblioth. Regiae Neap primus invenit descripsit edidit Ioannes Antonius Cassittus, Neapoli, ex officina Monitoris Utr. Siciliae, 1811
- Amoenitates iuris, Napoli 1790
- Constantinus Sive Diatriba, Napoli 1790
- Phaedri Augusti liberti, et Fl. Aviani Fabulae. Accedit in hac noviss. edit. Phaedri liber sextus repertus a Ioanne Antonio Cassitto in codice m.s. Reg. bibl. cum parvis ejusdem scolii, Napoli, ex typographia Januarii Reale, 1811
- Iscrizione eretta in Baja in memoria di un sacerdote di Cibele illustrata dal giurisconsulto napoletano Giovannantonio Cassitto. Estratto dal Giornale Enciclopedico di Napoli, dopo il 1785.
- Manuale filosofico di Epitteto co' di lui frammenti ed un saggio morale di Confucio Gran Savio cinese parafrasi di Giannantonio Cassitto P. A., Napoli: a carico di Vincenzo Manfredi e figli, 1780
- Francisci Josephi De Angelis de delictis et poenis opera omnia nunc primum tres in tomos divisa. Accedunt Joannis Antonii Cassitti Observationes suis locis inspersae delectus regalium diplomatum et index locupletissimus, Neapoli, de suo cudebant Vincentius Manfredus, et filii, 1783